# Moratorium
《Moratorium》，日本樂團Remioromen的第4張單曲（通算第5張）。2005年1月12日發行。

## 解説
初回版限定的特典映像「Moratorium」的MV為只能在電腦上播放CD-EXTRA的包裝。

## 收錄曲目
1. Moratorium
  - 作詞：藤卷亮太、作曲：Remioromen
2. 春景色
  - 作詞：藤卷亮太、作曲：Remioromen
3. 我們
  - 作詞：藤卷亮太、作曲：Remioromen

## 其他
本CD發行日2005年1月12日為主唱/吉他手的藤卷亮太25歲生日。